# 共和国勲章 (トルコ)
共和国勲章（きょうわこくくんしょう、トルコ語: Türkiye Cumhuriyeti Cumhuriyet Nişanı 英語: The Order of the Republic）は、トルコ共和国の勲章。トルコ共和国国家勲章に次ぐ2番目に高位の勲章である。
トルコとの友好関係の強化に寄与した功績を認められた首相や大臣、外交官が対象である。閣僚会議の決定に基づき、トルコ大統領が授与する。

## 主な受章者
- 2010年 –   パキスタン : ユースフ・ラザー・ギーラーニー首相（当時）[2]
- 2012年 –   イギリス : ジャック・ストロー（政治家）[3]
- 2013年 –   オランダ : ルネ・ファン・デア・リンデン（英語版）（政治家）[4]
- 2013年 –   パキスタン : ナワーズ・シャリーフ首相[5]
- 2014年4月14日 –   ウクライナ : ムスタファ・ジェミーレフウクライナ最高議会代議員[6]
- 2014年 –   イタリア : カルロ・マルシリ（Carlo Marsili、元在アンカライタリア共和国大使）[7]
- 2016年 –   サウジアラビア : ムハンマド・ビン・ナーイフ皇太子兼内務大臣兼第二副首相[8]
- 2019年 –  マレーシア：マハティール・ビン・モハマド首相[9]